# أمزيلات
أمزيلات (بالإنجليزية: MZILATE)‏ هي جماعة قروية تابعة لإقليم الصويرة ضمن جهة مراكش - تانسيفت - الحوز بالمغرب. بلغ مجموع عدد سكان  أمزيلات حسب إحصاءات 2004 حوالي 4583 نسمة يعيشون في 719 أسرة.